# Метаепістемологія
Метаепістемологія — це філософська дисціпліна, що досліджує епістемологію. У той час як епістемологія є (в широкому сенсі) філософською теорією знання, його природи та сфери застосування, метаепістемологія робить крок назад від конкретних предметних дебатів у епістемології, щоб досліджувати припущення та зобов'язання тих, хто бере участь у цих дебатах, а також наявність(чи ні) об'єктивних епістемічних фактів, як охарактеризувати предмет епістемології і методологію епістемології.

## Історія
За словами філософа Домініка Куензле, метаепістемологію придумав Родерік Ферт у статті 1959 року, в якій обговорювали погляди Родеріка Чізхолма на етику переконань. Річард Брандт використав цей термін у 1967 році в Енциклопедії філософії, визначивши його як дисципліну вищого порядку, аналогічну метаетиці, яка намагається пояснити епістемічні концепції та зрозуміти логіку, що лежить в основі епістемічних тверджень.

## Епістемічні факти

### Метаепістемологічний реалізм
Метаепістемологічні реалісти вважають, що існують епістемічні факти, і що ці факти не залежать від розуму. Таким чином, це означає, що для реаліста, коли ви говорите, що знаєте, що Париж є столицею Франції, є факт, або ви знаєте це, або не знаєте цього. Крім того, отримання цього факту залежить не лише від, наприклад, культурного консенсусу, схвалення чи того, що ви думаєте про те, що знаєте.

### Метаепістемологічний антиреалізм
Існує два центральні типи метаепістемологічних антиреалістів: ті, які відкидають епістемічні факти, і ті, які визнають епістемічні факти, але відкидають те, що отримання цих фактів не залежить від розуму, як наполягає реаліст.

## Характеристика епістемології
Одне питання в метаепістемології стосується того, як охарактеризувати предмет епістемології. Про що йдеться в епістемології? Які питання є справжніми епістемологічними?

## Методологія епістемології

### Методизм і партикуляризм
Партикуляристська стратегія починається з першого запитання і на цій основі потім відповідає на друге запитання. Методист не робить такого початкового припущення, що ми взагалі маємо будь-які знання, а замість цього спочатку відповідає на більш загальне запитання про те, якими є критерії знання, а потім лише на цій основі відповідає на запитання.

### Аналіз в епістемології
Метаепістемологічне завдання епістемологів, які висувають семантичний аналіз полягає в тому, щоб сформулювати, як ми повинні розуміти доказове значення моделей використання у підтримці семантичного аналізу (тобто, умови істинності) та семантичний аналіз для встановлення природи референтів термінів, які фігурують у цьому аналізі.
Друга метаепістемологічна відповідь на питання полягає в тому, що вона прояснює щось про концепцію (або концепції), виражену цією схемою.
Третій вид аналізу — метафізичний аналіз. Як каже Соса, аналізуючи знання: Тут наша увага зосереджена на об'єктивному явищі, яке не потребує ні вираження, ні концепції. Наша увага скоріше зосереджена на стані, в якому перебувають люди, або дії, яку вони виконують. Це явище, онтологію якого ми зараз хочемо зрозуміти. Яка природа такого стану або вчинку і чим воно обґрунтоване? На підставі чого це актуально, коли це актуально?

### Експериментальна епістемологія
Експериментальна епістемологія використовує методологію психології, когнітивних та інших наук (наприклад, цифрових гуманітарних наук) для вивчення (зазвичай) моделей знання, обґрунтування та інших епістемічних атрибутів.